# Massacre de Santa Cruz
O Massacre de Santa Cruz (ou Massacre de Díli) em Timor-Leste foi um tiroteio sobre manifestantes pró-independência no cemitério de Santa Cruz em Díli, a 12 de novembro de 1991, que causou mais de 271 mortos e 278 feridos. Ocorreu durante a ocupação de Timor-Leste pela Indonésia, e formou parte da estratégia de genocídio em Timor-Leste. Graças à divulgação que recebeu nos meios de comunicação internacionais, foi um momento-chave político e social que iria desencadear acções que levariam à independência de Timor-Leste em 1999.

## Contexto histórico
Após a invasão de Timor-Leste pela Indonésia em 1975 (então formalmente Timor Português), este país foi isolado da comunidade internacional, sendo deliberadamente impedidas as visitas de estrangeiros e meios de comunicação internacional até 1989, para evitar que os abusos de direitos humanos contra os Timorenses fossem conhecidos. A Indonésia proibiu também o ensino da língua inglesa em Timor-Leste para dificultar a criacão de ligações com a comunidade internacional.
Em outubro de 1991 uma delegação com membros do Parlamento Português e doze jornalistas, organizada pela Comissão Eventual para o Acompanhamento da Situação de Timor-Leste, planeava visitar o território de Timor Leste durante a visita do Representante Especial das Nações Unidas para os Direitos Humanos e Tortura, Pieter Kooijmans. O governo Indonésio objetou à inclusão na delegação da jornalista australiana Jill Jolliffe, que apoiava e ajudava o movimento independentista Fretilin, e Portugal, consequentemente, cancelou a ida da delegação. As tensões entre as autoridades indonésias e a juventude timorense aumentaram após o cancelamento da visita dos deputados de Portugal; os timorenses tinham planeado utilizar a visita para mostrar a sua oposição ao governo indonésio por forma a que a comunidade internacional se inteirasse da sua situação.
A Igreja Católica, sob o impulso de D. Ximenes Belo, tinha-se tornado crucial para o movimento independentista, e a Igreja de Motael em Díli, em particular, era usada como refúgio por activistas depois de uma onda de detenções entre outubro e novembro de 1990. Na madrugada de 28 de outubro, a polícia indonésia localizou um grupo de membros da resistência nesta igreja, que tinham entrado em confronto com ativistas pró-integração que aí se tinham dirigido para os atacar, alegadamente em colaboração com os militares.
A polícia abriu fogo e tomou de assalto a igreja, e executou Sebastião Gomes Rangel, de 18 anos, um apoiante da independência de Timor Leste e membro da Resistência Nacional dos Estudantes de Timor-Leste (RENETIL), depois de o retirar da igreja. Durante os confrontos, o integracionista Afonso Henriques, de 30 anos, foi apunhalado e morto. Dois outros participantes ficaram gravemente feridos. As forças de segurança indonésias detiveram 40 jovens para questionamento, e 18 destes ficaram em prisão preventiva; todos eram independentistas. Isto levou a um aumento da tensão entre o exército indonésio e os Timorenses pro-independência.

## O massacre
A 12 de novembro de 1991, mais de duas mil pessoas marcharam desde a igreja de Motael, onde se celebrou uma missa em memória de Sebastião Gomes até ao cemitério de Santa Cruz, onde está sepultado, para lhe prestar homenagem. Levavam bandeiras da Fretilin e cartazes a reivindindicar independência e a apoiar a Igreja, e ocasionalmente gritavam vivas a Timor-Leste e ao líder da resistência, Xanana Gusmão. Pensa-se que um dos grupos teria planeado dirigir-se ao Hotel Turismo, onde Pieter Kooijmans estava hospedado, mas o caminho estava bloqueado por forças de segurança, pelo que os protestantes se dirigiram ao cemitério. Deu-se uma pequena escaramuça entre as forças armadas e os protestantes, na qual dois soldados foram esfaqueados.
Apesar da procissão ser pacífica, foi vista pela Indonésia como uma manifestacão contra a ocupação. Quando a procissão chegou ao cemitério de Santa Cruz, estima-se que entre 3000 e 5000 manifestantes estavam presentes. O exército indonésio bloqueou a saída e abriu fogo sobre a população, matando pelo menos 74 pessoas no local e  mais de 120 morreram nos dias seguintes. As pessoas que tentavam fugir do cemitério eram esfaqueadas ou detidas. Depois do massacre, os militares bloquearam o acesso a organizações de ajuda internacional como a Cruz Vermelha Internacional e pessoas religiosas que tentavam ajudar as vítimas e os detidos.
Dois jornalistas americanos, Amy Goodman, Allan Nairn, o fotojornalista britânico Steven Cox e o repórter de imagem britânico Max Stahl estavam presentes no massacre. Goodman e Nairn foram espancados pelos militares ao tentar proteger os manifestantes, e Stahl filmou a violência. Stahl conseguiu enterrar duas cassetes com as imagens no cemitério e dias mais tarde a jonalista e activista de direitos humanos holandesa, Saskia Kouwenberg, conseguiu sair do país com 10 minutos de filme, o que deu origem à denúncia internacional do evento e da ocupação Indonésia, e solidariedade com o povo de Timor-Leste, que foi chave para o referendo que levaria à independência do país em 1999.
Muitos timorenses foram detidos (cerca de 300 segundo o governo indonésio). Os feridos hesitavam procurar assistência médica porque receavam que isso levasse à sua detenção; os que tentaram ir ao hospital foram impedidos pelas forças militares que barricavam as ruas de acesso. Aqueles que procuraram tratamento no Hospital Nacional de Díli, foram tranferidos para o hospital militar de Wirahusada, em Lahane, onde não lhes era permitido receber visitas, e alguns terão sido assassinados. Cerca de 200 pessoas terão sido levadas para a esquadra de polícia de Polres Comoro, em Dili ocidental, onde foram torturados; outros para quartéis da polícia regional (Polwil) e comando militar distrital (Kodim), onde alguns ficaram detidos mais de duas semanas. Alguns manifestantes foram sentenciados a longas penas de prisão e só foram libertados em 1999, por altura do referendo pela independência.
Os corpos da maioria das vítimas mortais terão sido enterrados imediatamente em valas comuns, sem se proceder à sua identificação e sem marcação das sepulturas, ou alegadamente deitados ao mar, pelo que muitos dados como desaparecidos nunca foram encontrados.

## Depois do massacre

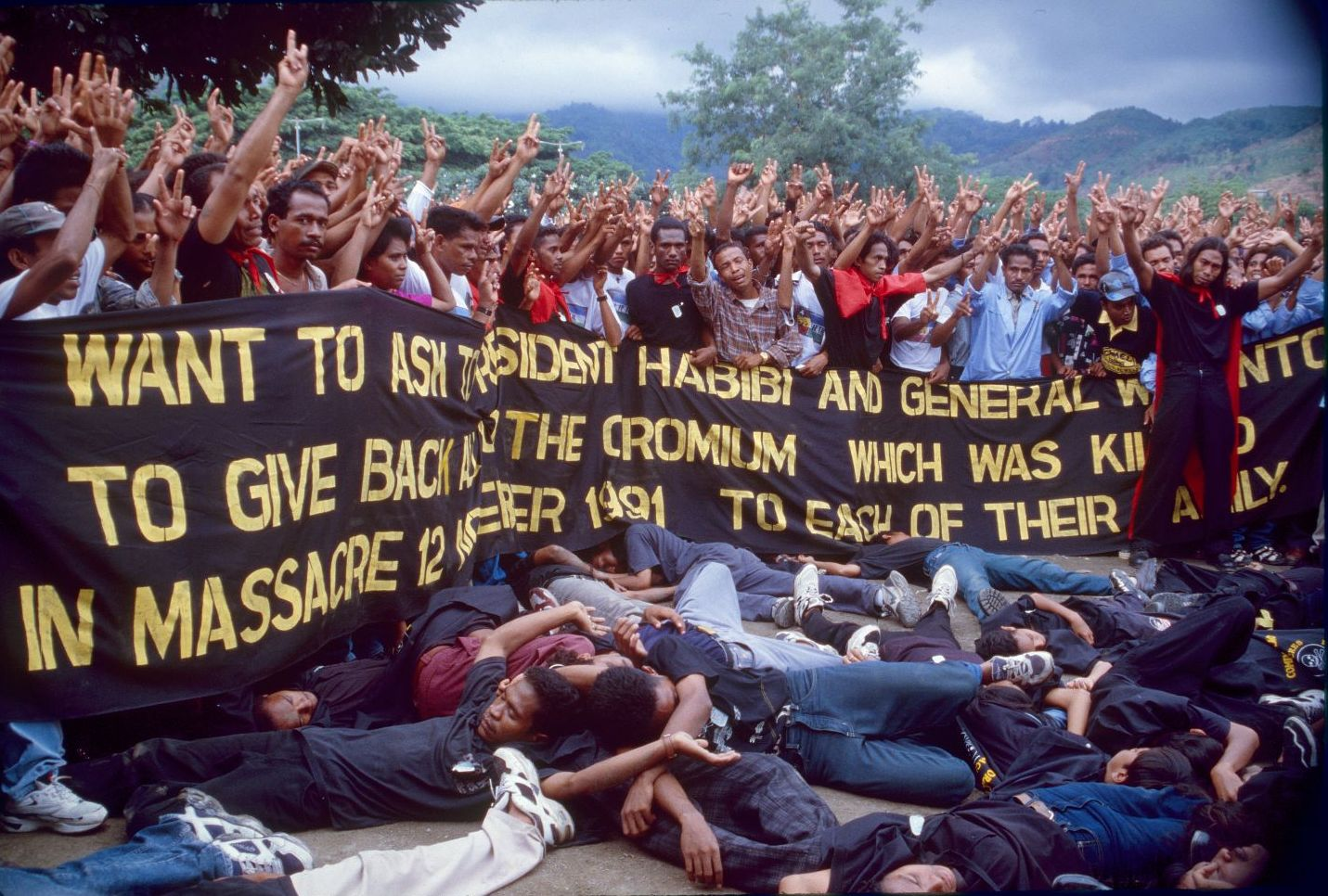
Representação-protesto do Massacre, em novembro de 1998. Faixa exige responsabilidade do presidente Habibi e do general Wiranto

Não se sabe ao certo o número de vítimas do massacre e dos dias que se seguiram. Testemunhas do massacre teriam sido executadas nos dias 15, 17 e 18 de Novembro, e até Dezembro, com números que variam dependendo das fontes. Imediatamente depois do massacre, o controlo militar intensificou-se, com detenções arbitrárias, espancamentos e intimidação de jovens activistas e padres católicos, e pessoas que falassem com membros da imprensa. O governo indonésio tentou acusar os protestantes e a oposição política de iniciar os confrontos, contudo a informação publicada continha várias incongruências.
Em 19 de Novembro, o governo indonésio anunciou a fomação de uma Comissão Nacional de Investigação para realizar um inquérito relativo aos acontecimentos. A comissão de inquérito passou trếs semanas em Timor-Leste em reuniões com o governo e oficiais do exército, e entrevistou 132 testemunhas. O relatório preliminar publicado a 26 de dezembro de 1991 recebou fortes críticas do grupos de direitos humanos, e foi visto como uma ferramenta para apaziguar vozes críticas nacionais e internacionais. Das 18 vítimas alegadas pelo governo indonésio, só uma foi identificada, o neo-zelandês Kamal Bamadhaj, que tinha consigo o passaporte.
Em 1994, o relatório do Relator Especial das Nações Unidas concluía que os membros das forças indonésias eram responsáveis pela violência em Santa Cruz, e que o governo não tinha adequadamente comunicado o que acontecera aos mortos e desaparecidos durante o massacre, e apelou ao governo da Indonésia para que conduzisse investigações imparciais e aprofundadas relativas ao massacre, bem como o início de processos judiciais contra os autores do massacre, justiça para as vítimas, e o estabelecimento de um órgão de investigação de violações de direitos humanos.
Só a partir do ano 2001, depois da tomada de poder do novo Governo Constitucional, e graças à investigação da ONU, foi possível compreender a verdadeira escala dos abusos de direitos humanos em Timor-Leste. Os três mecanismos criados para investigar a violência da ocupacão indonésia foram:
1. A Comissão de Acolhimento, Verdade e Reconciliação
2. O Equipa de Investigação de Crimes Graves
3. A Comissão Verdade e Amizade

Os primeiros dois mecanismos deram especial atenção aos desaparecimentos, massacres e localização de valas comuns. Apesar do trabalho levado a cabo por uma equipa internacional forense, com base em informação de testemunhas e familiares das vítimas, poucas vítimas foram identificadas e permanece um sentimento de injustiça relativa às violações de direitos humanos, particularmente devido à política de amnistia, perdão e outras medidas do género que criaram uma "cultura de impunidade" .

### Comité 12 de Novembro
Esta organização não-governamental foi criada em 2007 para criar um registo das vítimas do massacre, e dar apoio aos sobreviventes. A partir de 2008 participou nos esforços de localização de restos mortais de vítimas, e de exumação e devolução de restos mortais às famílias, com apoio de equipas forenses internacionais da Austrália e Argentina.

## Reacção da comunidade internacional
Este massacre foi a culminação das atrocidades levadas a cabo pelo exército indonésio. Depois do massacre, o exército aumentou a violếncia, particularmente em relação a homens e rapazes. O vídeo de Stahl correu mundo e deu a conhecer a repressão que se vivia em Timor-Leste, e assegurou apoio internacional à causa timorense. Os acontecimentos foram condenados internacionalmente e chamaram atenção para a causa dos timorenses, não permitindo ao governo de Suharto negar oficialmente a violência, como tinha feito até então.
Em Portugal, a situação de Timor ganhou a partir do massacre grade destaque nos meios de comunicação, mobilizando a opinião pública. A "Questão de Timor-Leste", presente nas revisões da Constituição da República Portuguesa desde 1982, ganhava novo relevo. O Presidente da República Portuguesa, Jorge Sampaio envia cartas ao Papa João Paulo II, ao Presidente dos EUA, Bill Clinton, e a outros Chefes de Estado, alertando para a situação em Timor-Leste. Em 1992 o governo português retoma negociações diplomáticas com a Indonésia, com o apoio do secretário-geral da ONU. Em 1993, uma resolução apresentada pela Comunidade Europeia foi aprovada na ONU, com o apoio da administração americana, que bloqueia também a venda de armas à Indonésia. Em 1995 a Conferência Interparlamentar de Lisboa por Timor-Leste, a partir da qual foi publicada a "Declaração de Lisboa", apela à Indonésia que cumpra as resoluções da ONU e à ONU que assegurasse o respeito pelos direitos humanos em Timor-Leste. 

### Missão Paz em Timor
Em 1992, 141 jovens, oriundos de 23 países, mobilizaram-se pela causa dos direitos humanos em Timor-Leste, e organizaram a Missão Paz em Timor, embarcando no ferry Lusitânia Expresso rumo a Timor. A iniciativa, liderada pela revista "Fórum Estudante", com o apoio de associações académicas portuguesas, e os seus contactos internacionais, visava trazer para a consciência e agenda pública o que se passava em Timor-Leste. Ao sair de Darwin, onde muitos dos estudantes e restante comitiva tinham embarcado o ferry, este é impedido de prosseguir pela frota de guerra indonésia. Apesar de não conseguirem chegar ao cemitério de Santa Cruz, o sucesso da missão foi evidente pela atenção mediática internacional que recebeu durante os três meses da viagem.

## Na cultura popular

### Dia da Juventude
Desde a independência de Timor-Leste, em 2002, o dia 12 de novembro é um feriado nacional, o Dia Nacional da Juventude, em homenagem ao papel que os jovens tiveram nas manifestações que levaram à independência do país.

### Música
Em 1992, Rui Veloso e Nuno Bettencourt, músicos portugueses, compuseram e interpretaram a música Maubere a favor da causa timorense, e contaram com a colaboração de Rão Kyao, Carlos Paredes, Paulo Gonzo e Isabel Campelo.